# John Bevan
John David Bevan (Neath, 14 marzo 1948 – 5 giugno 1986) è stato un rugbista a 15 e allenatore di rugby a 15 gallese che giocava come mediano d'apertura.
Faceva parte dell'Aberavon RFC quando il 18 gennaio 1975 fece il suo esordio per il Galles giocando contro la Francia una partita del Cinque Nazioni. I gallesi vinsero poi quell'edizione, con Bevan che disputò tre delle quattro partite del torneo. Nel match contro la Scozia uscì infatti infortunato e il suo posto fu preso da Phil Bennett. Da allora trovò posto in squadra solo per un'altra partita, il 20 dicembre 1975 contro l'Australia.
Nel 1977 prese parte al tour dei British and Irish Lions in Nuova Zelanda, anche se non disputò nessun match contro gli All Blacks.
Nel 1982 è diventato coach del Galles prendendo il posto di John Lloyd. Ha mantenuto questa posizione per 15 incontri fino al 1985, quando fu obbligato al ritiro per problemi di salute. Morì di cancro solo sette mesi dopo, a 38 anni.